# Adoree' Jackson
Adoree' Jackson (Belleville, 18 settembre 1995) è un giocatore di football americano statunitense che milita nel ruolo di cornerback per i Philadelphia Eagles della National Football League (NFL).

## Carriera universitaria
Jackson al college giocò a football con gli USC Trojans dal 2014 al 2016. Nella sua prima stagione giocò come cornerback, wide receiver e kick returner, venendo premiato come debuttante dell'anno della Pac-12. Nel 2016 fu premiato come All-American in due ruoli e vinse il Jim Thorpe Award come miglior defensive back universitario.

## Carriera professionistica

### Tennessee Titans
Il 27 aprile 2017, Jackson fu scelto come 18º assoluto nel Draft NFL 2017 dai Tennessee Titans. Debuttò come professionista partendo come titolare nella gara del primo turno contro gli Oakland Raiders mettendo a segno 2 tackle e 2 passaggi deviati. Nella sua prima stagione guidò tutti i rookie della NFL con 3 fumble forzati.

### New York Giants
Il 23 marzo 2021 Jackson firmò un contratto triennale da 39 milioni di dollari con i New York Giants.

### Philadelphia Eagles
Il 13 marzo 2025 Jackson firmò con i Philadelphia Eagles.